# Ґюнтер Уллеріх
Ґюнтер Уллеріх (нім. Günther Ullerich, 30 квітня 1928 — 28 листопада 2007) — німецький хокеїст на траві.
Бронзовий призер Олімпійських Ігор 1956 року, учасник 1952, 1960 років.